# Kázsmárk
Kázsmárk es un pueblo ubicado en el distrito de Szikszó, en el condado de Borsod-Abaúj-Zemplén, Hungría.

## Superficie
Posee una superficie de 12,48 kilómetros cuadrados.

## Demografía
Hasta 2019 la población era de 956 habitantes, con una densidad de población de 76,60 habitantes por kilómetro cuadrado.